# Letenye
Letenye è una città dell'Ungheria di 4.312 abitanti (dati 2007). È situata nella contea di Zala. Nel territorio comunale è situata la frontiera stradale con la Croazia.

## Storia
La città è menzionata per la prima volta in un documento ufficiale nel 1314 come Letnye, una parola di origine slava che significa estate.

## Amministrazione

### Gemellaggi
- Prelog, Croazia